# De gloria Atheniensium
De gloria Atheniensium è una declamazione di Plutarco, compresa nei suoi Moralia.

## Struttura
L’operetta prende le mosse da un semplice interrogativo: la gloria di Atene è da attribuire all'operato dei suoi uomini politici e d’armi o ai suoi illustri artisti e uomini di cultura? Plutarco sin dalle prime battute assegna il primato agli uomini politici e ai grandi strateghi della storia cittadina, affermando che il ruolo della città è diretta conseguenza del prestigio politico-militare che raccolse in particolare tra V e IV secolo a.C..

## Analisi critica
Le edizioni critiche moderne concordano nel fissare la composizione agli anni giovanili, quando Plutarco soggiornò ad Atene per approfondire i suoi studi presso l’Accademia platonica sotto la guida di Ammonio di Alessandria. Il riferimento chiaro ad Atene presente in 345F e la notizia riportata ne La E di Delfi lascerebbero supporre che Plutarco compose e declamò l’orazione nel 66 d.C.
Secondo Plutarco non è possibile immaginare l’opera artistica, soprattutto se encomiastica, senza presupporre l’atto eroico.  L'autore paragona l’opera dello storico a quella del pittore: entrambi producono una creazione che è imitazione degli eventi, utilizzando la propria maestria per dare vivacità alla propria creazione e aggiungendo pathos alla rappresentazione di imprese e personaggi. Tuttavia l’oggetto della mìmesis nell’opera storica non è il mito, come nella poesia, bensì la realtà del passato. 